# 曼努埃尔·马丁内斯·古铁雷斯
曼努埃尔·马丁内斯·古铁雷斯（西班牙語：Manuel Martínez Gutiérrez，1974年12月7日—），西班牙男子田径运动员。他曾代表西班牙参加1996年、2000年、2004年和2008年夏季奥林匹克运动会田径比赛，其中2004年奥运会获得一枚铜牌。